# Sandy et Hoppy
Sandy et Hoppy est une série de bande dessinée réaliste créée par Lambil et Henri Gillain (qui abandonne le scénario après la première histoire) et parue de 1959 à 1974 dans Spirou, dont elle était l'un des piliers.

## Synopsis
Le héros est un adolescent australien, Sandy Reynolds, accompagné de son fidèle kangourou Hoppy.
La série bénéficie de tout le talent de Lambil qui, sans avoir jamais mis les pieds en Australie, réussit néanmoins à dépeindre de façon réaliste ce pays à l'échelle d'un continent dans ses divers aspects.[citation nécessaire]

## Historique de la publication

### Des collections sans lendemain
Cette série de qualité, qui reste présente dans la mémoire de bien des lecteurs, n'a jamais réellement bénéficié de la diffusion en albums qu'elle mérite.[citation nécessaire]
La majorité des aventures a fait l'objet de publication dans la revue Samedi-Jeunesse, laquelle n'existait plus au moment de la pré-publication des derniers épisodes dans l'hebdomadaire Spirou.
Des albums en noir et blanc ont été édités par Magic Strip entre 1980 et 1981. Outre le noir et blanc, les points faibles de cette édition furent le petit nombre d'exemplaires (tirages de 1 000) et la chronologie non respectée des histoires publiées. À titre d'exemple, le premier album publié est le dernier des aventures de Sandy et Hoppy : Les Roos du Queensland.
Au même titre que les fascicules de Samedi Jeunesse, la collection Magic Strip ne publia pas la totalité des histoires de la série. Ces albums restent néanmoins très recherchés par les collectionneurs et atteignent parfois des prix prohibitifs.[citation nécessaire]
Deux tentatives furent faites par les éditions Dupuis en vue de la publication de la série. La première fut l'album Koalas en péril dans la collection à bon marché « Albums Okay ». Cette collection permettait de tester la réaction du lectorat et d'envisager une diffusion à plus grande échelle. La seconde fut la réédition de l'aventure Du béton dans le désert dans la collection « Péchés de Jeunesse ».

### Vers une publication complète?
Une édition intégrale et chronologique a été entreprise en 2008 par Le Coffre à BD.
Le premier volume (couleurs de la pré-publication dans Spirou) comprend la toute première histoire de Sandy et Hoppy, Aventure en Australie, ainsi que la seconde qui avait été découpée en deux albums par Samedi Jeunesse : Teddy sur l'eucalyptus et L'Homme de nulle part. Ces deux histoires n'avaient pas fait l'objet d'une édition chez Magic Strip.
Le second volume comprend Poursuite sur la Murray et Le Tigre de Tasmanie (seul le second récit était paru chez Magic Strip, dans le tome 15).
De nombreux lecteurs attendaient cette publication et l'éditeur a convaincu Willy Lambil d'autoriser cette publication. L'auteur estimait en effet que la série avait beaucoup vieilli et éprouvait des réticences quant à une éventuelle réédition.

### Publication dansSpirou
| MS = Magic Strip ; C BD = Coffre à BD ; Pdj = Péchés de jeunesse |                                  |                   |                 |                                |
|                                                                  | Aventure                         | Spirou nos        | Samedi-Jeunesse | Albums                         |
| 01                                                               | Hoppy le kangourou               | 1083-1117 de 1959 | 109 (11/1966)   | C BD no 1                      |
| 02                                                               | Teddy sur l’eucalyptus           | 1122-1132 de 1959 | 110 (12/1966)   | C BD no 1                      |
| 03                                                               | L’Homme de nulle part            | 1133-1143 de 1959 | 111 (01/1967)   | C BD no 1                      |
| 04                                                               | Poursuite sur la Murray          | 1164-1185 de 1960 | 115 (05/1967)   | C BD no 2                      |
| 05                                                               | Le Tigre de Tasmanie             | 1195-1216 de 1961 | 117 (07/1967)   | MS no 15 - C BD no 2           |
| 06                                                               | Le Mystère de la grande barrière | 1217-1238 de 1961 | 120 (10/1967)   | MS no 14 - C BD no 3           |
| 07                                                               | Les Trafiquants du bush          | 1254-1275 de 1962 | 122 (12/1967)   | C BD no 3                      |
| 08                                                               | Jack le vagabond                 | 1289-1310 de 1962 | 125 (03/1968)   | MS no 11 - C BD no 4           |
| 09                                                               | Le Kangourou sacré               | 1311-1328 de 1963 | 132 (10/1968)   | C BD no 4                      |
| 10                                                               | Au pays du kiwi                  | 1329-1350 de 1963 | 134 (12/1968)   | MS no 3 - C BD no 5            |
| 11                                                               | Destination Darwin               | 1357-1378 de 1964 | 135 (01/1969)   | MS no 17 - C BD no 5           |
| 12                                                               | Le Docteur volant                | 1379-1400 de 1964 | 127 (05/1968)   | MS no 2 - C BD no 6            |
| 13                                                               | Moïra                            | 1403-1424 de 1965 | 128 (06/1968)   | MS no 10 - C BD no 6           |
| 14                                                               | Les Nomades du désert            | 1425-1446 de 1965 | 138 (04/1969)   | MS no 8 - C BD no 7            |
| 15                                                               | Koalas en péril                  | 1450-1471 de 1966 | 140 (06/1969)   | Dupuis Okay - C BD no 7        |
| 16                                                               | Les Raisins de la peur           | 1480-1501 de 1966 | 142 (08/1969)   | MS no 12 - C BD no 8           |
| 17                                                               | Paralysés en plein ciel          | 1502-1523 de 1967 | 144 (10/1969)   | MS no 5 - C BD no 8            |
| 18                                                               | Le Manoir du lac                 | 1530-1551 de 1967 | 146 (12/1969)   | MS no 6 - C BD no 9            |
| 19                                                               | Le Pont miné                     | 1585-1606 de 1968 | 148 (02/1970)   | MS no 4 - C BD no 9            |
| 20                                                               | Ayers Rock                       | 1627-1647 de 1969 | 158 (12/1970)   | MS no 7 - C BD no 10           |
| 21                                                               | Une Étoile dans le désert (6p)   | 1652 de 1969      |                 | C BD no 10                     |
| 22                                                               | L’Étranger de Glen Muir          | 1656-1681 de 1970 |                 | MS no 13 - C BD no 10          |
| 23                                                               | Les Frères Green                 | 1717-1730 de 1971 |                 | C BD no 11                     |
| 24                                                               | La Nuit de Munga Downs (12p)     | 1771 de 1972      |                 | Pdj 18 - MS no 16 - C BD no 11 |
| 25                                                               | Hold-up à Katoomba (12p)         | 1790 de 1972      |                 | C BD no 12                     |
| 26                                                               | Les Revenants de Pinkila         | 1792-1812 de 1972 |                 | MS no 9 - C BD no 11           |
| 27                                                               | Du béton dans le désert (16p)    | 1821 de 1973      |                 | Pdj 18 - MS no 16 - C BD no 12 |
| 28                                                               | Un rayon de lune (17p)           | 1836 de 1973      |                 | PdJ 18 - MS no 16 - C BD no 12 |
| 29                                                               | Les Roos du Queensland           | 1911-1923 de 1974 |                 | MS no 1 - C BD no 12           |

### Albums
Dupuis
- Koalas en péril (collection « Album Okay », 1972)
- Du béton dans le désert (collection « Péchés de jeunesse », 1984)

Magic Strip
1. Les « Roos » du Queensland (1980)
2. Le Docteur volant (1980)
3. Au pays du kiwi (1980)
4. Le Pont miné (1980)
5. Paralysés en plein ciel (1980)
6. Le Manoir du lac (1980)
7. Ayers Rock (1980)
8. Les Nomades du désert (1980)
9. Les Revenants de Pinkila (1980)
10. Moïra (1980)
11. Jack le vagabond (1981)
12. Les Raisins de la peur (1981)
13. L’Étranger de Glen Muir (1981)
14. Le Mystère de la grande barrière (1981)
15. Le Tigre de Tasmanie (1981)
16. Du béton dans le désert (1981)
17. Destination Darwin (1981)

Le Coffre à BD
1. Aventure en Australie (2008)
2. Poursuites sur la Murray (2008)
3. Le Mystère de la grande barrière (2009)
4. Jack le vagabond (2009)
5. Au pays du kiwi (2009)
6. Le Docteur volant (2010)
7. Les Nomades du désert (2010)
8. Les Raisins de la peur (2010)
9. Le Manoir du lac (2010)
10. Ayers Rock (2011)
11. Les Frères Green (2011)
12. Hold-Up à Katoomba (2011)